# Península de Tsugaru

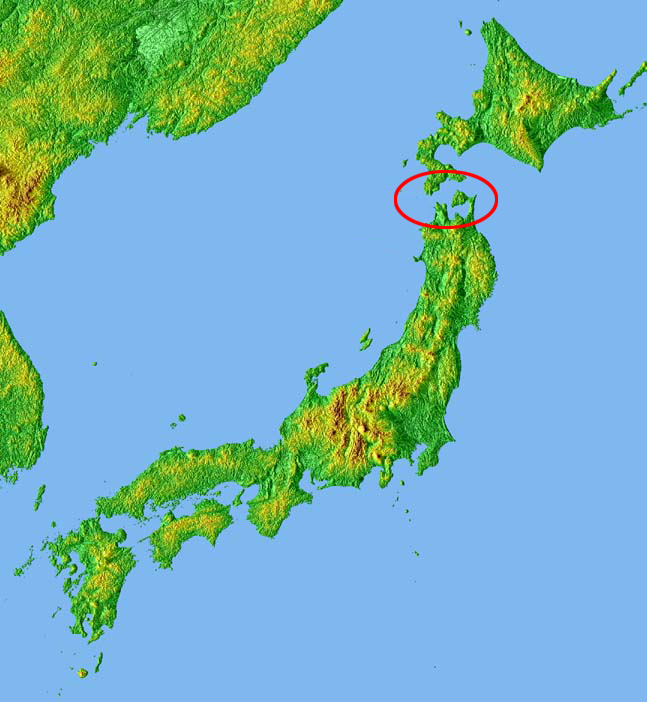
Localização da península

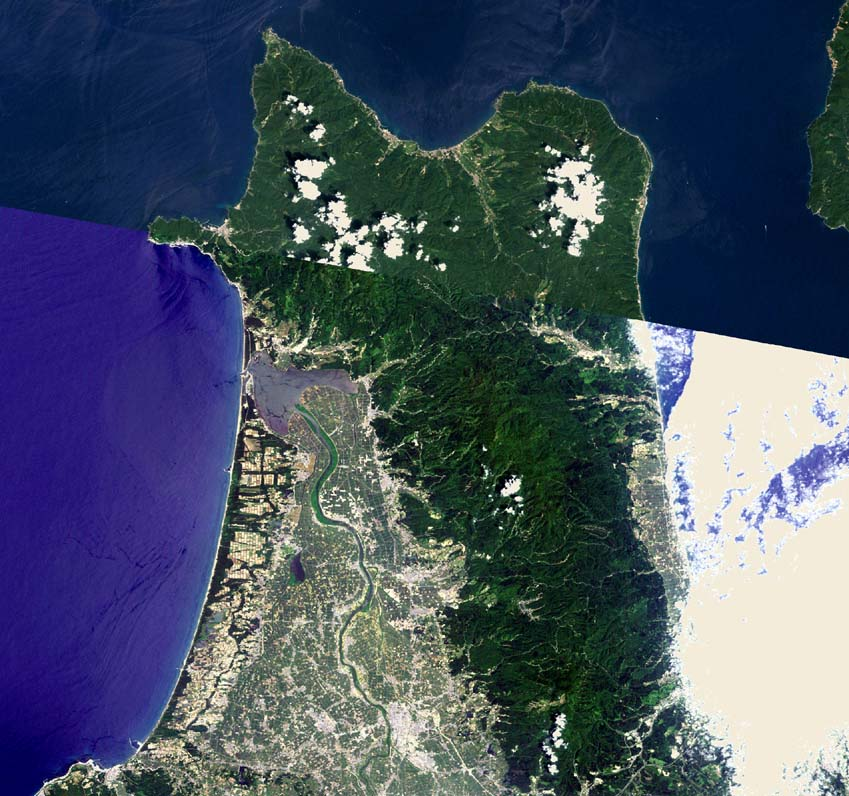
Imagem de satélite

A Península de Tsugaru (津軽 半島, Tsugaru hantō) é uma península localizada na província de Aomori, na extremidade norte da ilha de Honshu, no Japão.
A península de Tsugaru projecta-se para norte, em direcção ao estreito de Tsugaru que separa as ilhas de Honshu e Hokkaido. Atravessando o estreito de Tsugaru em direcção a Norte atinge-se a península de Matsumae, em Hokkaido, a qual está ligada à de Tsugaru pelo Túnel Seikan.